# 境野村 (群馬県)
境野村（さかいのむら）は群馬県の東部、山田郡に属していた村である。栃木県と境を接する。
現在の桐生市境野町・広沢町間ノ島の一部に相当する。

## 地理
渡良瀬川と桐生川に挟まれた低地で、村内に山はない。

## 歴史
- 1889年（明治22年）4月1日 町村制施行により成立する。
- 1933年（昭和8年）4月1日 桐生市へ編入する。桐生市境野町（桐生市第11区）となる。

## 人口
- 1920年（大正9年）：4,694人
- 1925年（大正14年）：4,844人

## 交通

### 鉄道
村内を両毛線が通過するが当時駅はなかった（桐生市編入後、短期間ではあるが東桐生駅が設置されていた）。

### 道路
- 群馬県道67号桐生岩舟線（旧：国道50号）